# Biedny poeta
Biedny poeta (niem. Der arme Poet) – obraz olejny namalowany przez niemieckiego malarza i rysownika Carla Spitzwega w 1839 roku, znajdujący się w zbiorach Nowej Pinakoteki w Monachium.

## Opis
Żaden inny obraz Carla Spitzwega nie jest dziś tak popularny jak „Biedny poeta”. Spitzweg przedstawia tu stereotyp poety, który koncentruje się tylko na tym, co duchowe i nie interesuje się materialną powierzchownością: leży na materacu w obskurnym pokoju na poddaszu, wyposażony w koc, znoszoną kurtkę i szlafmycę do spania dla ochrony przed mrozem. Poeta z gęsim piórem w ustach osłonięty parasolem przed deszczem, wydaje się być niezrażony niesprzyjającymi warunkami zewnętrznymi, poświęcając się całkowicie opracowaniu wiersza. 
Gdy obraz został zaprezentowany publiczności w Kunstverein München w 1839 roku, spotkał się z krytyką za ironiczne przedstawienie zubożałego poety. Obraz był rozumiany jako atak na idealność poezji i jednocześnie atak na idealizację sztuki jako takiej, reprezentowanej przede wszystkim przez akademickie malarstwo historyczne. Wyjaśnione są też często nieszczęśliwe okoliczności, w jakich musiała cierpieć duża liczba zubożałych artystów, i stawiane przez współczesnych pytanie o sens i cel przepełnionej, ale często tylko miernej twórczości artystycznej: dzieła poety ułożone w stertę, leżą na pierwszym planie koło pieca, gotowe do jego rozpalenia.